# Церква Святих Бориса і Гліба (усипальниця, Вишгород)
Церква Бориса і Гліба у Вишгороді — перша церква в Київській Русі, що була освячена в пам'ять про руських святих Бориса і Гліба, а також стала їх мавзолеєм-усипальницею. Церква була зруйнована під час розорення Вишгорода у 1240 році військом Монгольської імперії на чолі з Батиєм.

## Історія

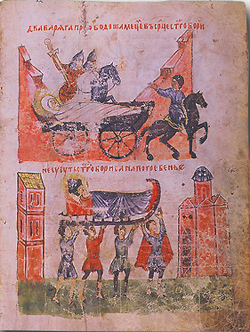
Перенесення мощей Бориса і Гліба до нового одно-купольного храму у 1072 році

У письмових джерелах згадується ряд церковних споруд, які було зведено у Вишгороді часів Київської Русі. Першим був дерев'яний храм Святого Василія — споруджений, ймовірно, за часів Володимира Святославича наприкінці X століття. Згідно з «житієм Бориса і Гліба», біля цієї церкви були поховані мощі святих: тіло Бориса у 1015 році, а тіло Гліба у 1020.
Року 1020 на місці згорілого Василівського храму було встановлену «клетъку малу» в якій розмістили тіла святих. Тоді ж Ярослав Мудрий повелів звести нову велику дерев'яну п'ятикупольну церкву. Після завершення будівництва, до неї були перенесені раки Бориса і Гліба, і вона стає першою церквою-мавзолеєм на їх честь.
Наступний храм зводився під керівництвом Ждан-Ніколи. Року 1072 вібулось його урочисте освячення, на якому були присутні сини Ярослава Мудрого — Святослав, Ізяслав та Всеволод. Прийнято вважати, що саме тоді був впроваджений другий збір законів «Правда Ярославичів». У тому ж році Святослав Ярославич розпочав будівництво кам'яного храму на честь Бориса і Гліба. Але до часу його смерті у 1076 році були завершені тільки стіни. Остаточно будівництво було завершено при правлінні Всеволода Ярославича, але по завершенні робіт верх храму завалився. Храм залишався деякий час в руїнах. Його відновлення розпочав син Святослава Олег. Відбудова була завершена лише у 1115 році.
Після розорення Вишгорода у 1240 році військом Бату-хана, зникають будь-які згадки про церкву.
За одними даними, її було розібрано, матеріал використали для будівництва костелу св. Миколая (потім — Петропавлівська церква на Подолі) при монастирі домініканців у Києві.

## Опис храму
За розмірами церкву Бориса і Гліба можна було порівняти з Спасо-Преображенським собором у Чернігові і Софією Київською. Це була хрестово-купольна споруда з нартексом та сходовою баштою для підйому на хори у північно-західній частині. Церква була видовженою із заходу на схід (42 м) і мала невелику ширину (24 м). Розмір підкупольного квадрату (сторона ~8 м) вказує на його значний об'єм і на велику висоту храму. Це також підтверджують глибокі (2,5 м) та широкі (2,4 м в нижній частині, 1,5—1,8 м у верхній) фундаменти. Стіни були викладені із цегли у техніці кладки «з прихованим рядом» із включенням рядів каміння.
Ззовні фасад храму був прикрашений арочними нішами, а дах вкритий свинцем. Зсередини стіни були розмальовані фресками, а підлога була покрита поливною плиткою.

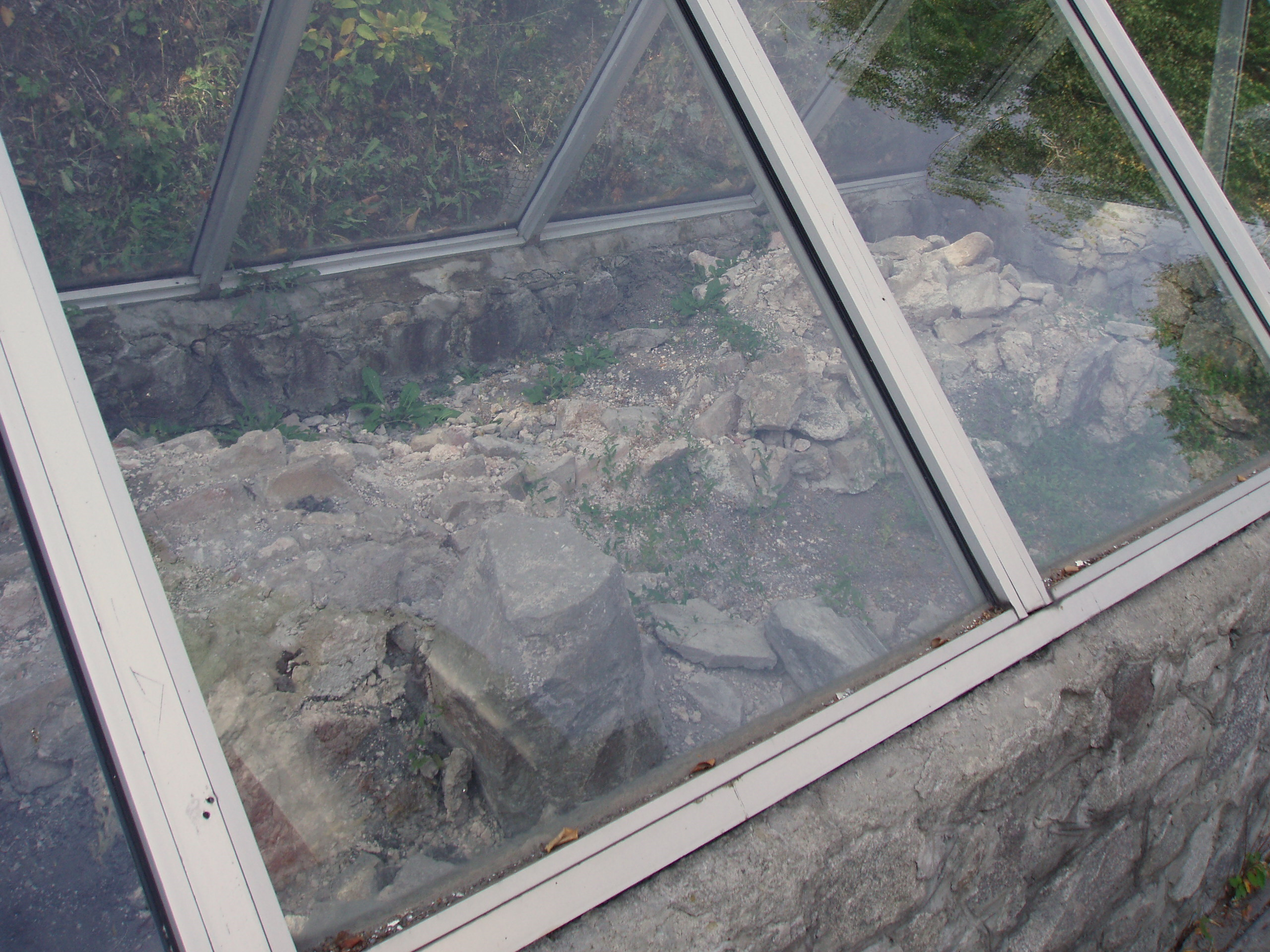
Залишки мурів церкви Бориса і Гліба XI—XII століть

## Археологічні дослідження
Перші дослідження залишків стародавнього храму були проведені у 20-х роках XIX століття. Наступні невеликі дослідження були проведені перед закладенням фундаменту нової церкви у 1860 році. У 1874 році під час роботи III Археологічного з'їзду в Києві, знов проводились розкопи фундаменту під керівництвом Олексія Уварова.
Наступні археологічні дослідження храму проводив Інститут археології АН УРСР у 1936—1937 роках. Вони показали, що це була монументальна споруда — восьми-стовпова тринефна церква, одна з найбільших в Київській Русі. Її площа становила 924 м². Але скласти перший повний план будови вдалося лише у 1952 році. Це зробила археологічна експедиція Інституту історії матеріальної культури під керівництвом Михайла Каргера.